# Belenois antsianaka
Belenois antsianaka é uma borboleta da família Pieridae. Pode ser encontrada em Madagascar. O seu habitat natural consiste em margens de floresta e pastagens não naturais.